# 青兰乡 (桂阳县)
青兰乡原属湖南省桂阳县下辖乡，2012年4月撤销。原青兰乡与雷坪乡成建制合并设立雷坪镇。青兰乡撤销前行政区划代码431021208；2011年末下辖粮源村、黄田村、聂锡村、拥冲村、石溪村、陈溪村、新村、曲木村、塘头村、株木村、西江村、青兰村共计12行政村。